# IRYS 2000
Irys 2000 – rodzina polskich wozów dowodzenia, opracowanych przez Wojskowe Zakłady Łączności nr 2.
System Irys 2000 to opracowany w Polsce system dowodzenia i łączności, przeznaczony do zapewnienia transferu informacji z pola walki oraz komunikacji w zakresie wymiany danych dokumentalnych pomiędzy elementami ugrupowania bojowego. System ten osadzony jest na nośnikach zarówno kołowych jak i gąsienicowych, a w jego skład wchodzą wozy dowodzenia ZWD-1 zbudowane na podwoziu gąsienicowym MT-LB/MTLB-U, ZWD-2 na podwoziu gąsienicowym BWP-1 oraz ZWD-3 na podwoziu kołowym samochodu Honker.
Wozy z rodziny Irys są wyposażone w interfejsy umożliwiające współprace z innymi systemami. Poza procesami wspomagania dowodzenia wozy te zdolne są do zapewnienia bieżącego dowodzenia i kierowania wojskami, również w warunkach pełnej mobilności. Podstawowe wyposażenie rodziny pojazdów Irys składa się m.in. z systemów łączności radiowej UKF (PR4G) i KF opartego na radiostacjach, anten KF i UKF do pracy w ruchu i na postoju, Cyfrowego Urządzenia Telekomutacyjnego i łączności wewnętrznej FONET.